# Konzervacija restauracija fresaka u Sikstinskoj kapeli
Konzervacija restauracija fresaka u Sikstinskoj kapeli jedan je od najznačajnijh konzervatorsko-restauratorskih zahvata dvadesetog stoljeća.
Sikstinska kapela izgrađena je u vrijeme pape Siksta IV. u Vatikanu, na sjevernoj strani bazilike svetog Petra. Zidovi kapele ukrašeni su brojnim freskama renesansnih slikara, uključujući Domenica Ghirlandaia, Pietra Perugina te Sandra Botticellia. U vrijeme pape Julija II., Michelangelo Buonarotti oslikao je svod kapele (između 1508. i 1512.). Posljednji sud, oltarnu fresku naručenu za pape Klementa VII, Michelangelo završava 1541. godine. U donjem dijelu kapele postavljene su tapiserije izrađene po Rafaelovim nacrtima 1515.–1516.
Freske Sikstinske kapele, posebice one na svodu i lunetama koje je je oslikao Michelangelo, bile su predmet više restauracija od kojih je najrecentnija bila između 1980. i 1994. godine. Ta restauracija imala je veliki utjecaj kako na zaljubljenike umjetnosti tako i na povjesničare umjetnosti zbog boja i detalja koje je restauracija otkrila, a koji se nisu vidjeli stoljećima. Jedan od komentara koji se pojavio bio je: "Svaka knjiga napisana o Michelangelu morat će biti prepravljena." jer se ispostavilo kako je Michelangelo bio vrstan kolorist. Drugi, kao što je američki povjesničar umjetnosti James Beck, osnivač ArtWatch Internationala, bili su iznimno kritični što se tiče izvedene restauracije jer su smatrali kako restauratori nisu ostvarili istinske namjere umjetnika. Ova tema je i dalje predmet rasprave.

## Prethodne restauracije
Freske na svodu kapele već su u više navrata doživjele intervencije prije restauracije započete 1980. godine. Čini se da su prvi problemi sa svodom bili uzrokovani prodorom vode s gornjeg kata. Paolo Giovio već 1547. piše kako su freske oštećene kalijskom salitrom i kako su ispucale. Kalijska salitra ostavlja kristale. Voditelj restauracije svoda kapele Gianluigi Colalucci, vodeći restaurator Laboratorija za restauriranje Papinskih spomenika, muzeja i galerija, ustvrdio je u svojem eseju Michelangelo's colours rediscovered, kako su ovo izbijanje kalijske salitre prijašnji restauratori tretirali samo kozmetički, primjenom lanenog ili orahovog ulja koje je sloj salitrenih kristala učinilo prozirnijim.
Godine 1625. na svodu radi pozlatar Simone Lagi, koji je strop obrisao lanenim krpama te ga očistio trljanjem kruhom. Ponekad je pribjegao namakanju kruha kako bi otklonio jače nakupine. Njegov izvještaj kaže kako je freskama "vraćena prijašnja ljepota bez dodatnog oštećivanja". Colalucci smatra kako je Lagi "gotovo sigurno" na freske nanio i sloj ljepila i laka kako bi oživio boje, ali to nije naveo u svom izvještaju kako bi "sačuvao tajne zanata".
Između 1710. i 1713. na restauraciji fresaka radili su slikar Anniballe Mazzuoli i njegov sin. Koristili su spužve natopljene u grčkom vinu koje je, kako sugerira Colalucci, bilo potrebno kako bi se otklonile nakupine prljavštine uzrokovane čađom i nečistoćom koje su ostale nataložene u masnim naslagama prethodne restauracije. Colalucci smatra da je i Mazzuoli koristio velike količine ljepila i laka.
Pretposljednja restauracija izvedena je između 1935. i 1938. godine.

## Moderna restauracija
Istražni radovi koji su prethodili restauriranju započeli su 1979. Voditelj restauratora bio je Gianluigi Colalucci, a s njime su radili i Maurizio Rossi, Piergiorgio Bonetti, i drugi. U svom radu oslanjali su se na Carlo Pietrangelijeva pravila o restauriranju umjetničkih djela, iz godine 1978. Sukladno ovim pravilima, radovima su prethodili istraživanje i analiza fresaka. Također, dio ove procedure bilo je i detaljno snimanje svih faza rada. Snimanje je izveo japanski fotograf Takashi Okamura za tvrtku Nippon Television Network Corporation.
Između lipnja 1980. i listopada 1984. završena je prva faza radova, rad na lunetama. Potom je fokus radova prebačen na strop kapele te su radovi na njemu završeni u prosincu 1989. Završna faza radova, rad na freski Posljednjeg suda, uslijedio je potom te je restaurirana kapela svečano otvorena 1994. od strane pape Ivana Pavla II.

### Ciljevi konzervatorsko restauratorskih radova
Ciljevi su radova bili:
- Proučiti freske naprednim tehnologijama, te analizirati dobivene rezultate, kako bi se razradilo primjerenu tehnologiju rada na freskama.
- Sve postupke zabilježiti pismeno, te filmom i fotografijama.
- Koristiti samo materijale i tehnike koji su jednostavni i u praksi dokazani, te reverzibilni.
- Ukloniti i sanirati sva oštećenja koja mogu negativno djelovati na žbuku tj. nosioca slike.
- Ukloniti sloj nečistoće, većinom sastavljen od voska i čađi, te nastao petstogodišnjim paljenjem svijeća.
- Ukloniti preslike prethodnih restauracija.
- Ukloniti ulje i životinjske masnoće korištene za sanaciju štete od nitratnih soli.
- Ukloniti kristalizirane slane naslage.
- Konzervirati površine koje su bile ugrožene bubrenjem i otprskivanjem.
- Simpatetično restaurirati dijelove gdje je propadanje ugrozilo integritet cjeline, na primjer, poput kitanja pukotina, te estetske reintegracije istih s originalom.
- Na određenim dijelovima sačuvati i ostatke prijašnjih restauracija.

## Pripreme i pristup
Godine 1979. Colalucci poduzima niz eksperimenata kako bi otkrio pravi pristup restauraciji fresaka kapele. Istraživanje je uključivalo probne radove na malim dijelovima slike Sukob nad tijelom Mojsijevim Mattea de Lecce, koji je koristio tehniku i podlogu vrlo sličnu Michelangelovoj. Probni radovi usmjereni na otkrivanje za rad pogodnih otapala nastavljeni su i na malom dijelu lunete s Eleazarom i Matanom.
Zbog visine stropa, te nedostupnosti fresaka na njemu, precizno određenje oštećenja i mogućih problema nije bilo u potpunosti moguće sve do odluke da se postavi skele i krene u radove.
Prema Colalucciju, nastavak znanstvenih ispitivanja i preciznije određenje rješavanja određenih problema bili su integralni dio samog zahvata.
Godine 1980 donesena je i konačna odluka o pokretanju radova. Japanska tvrtka Nippon Television Network Corporation bila je vodeći financijer radova (4 200 000-6 000 000 dolara), za uzvrat su zatražili ekskluzivna prava na snimanje radova.

## Skela
Za razliku od skele iz 1506. suvremena je skela bila načinjena od aluminija. Dok je izvorna skela morala biti rastavljana pa sastavljana aluminijska skela je jednostavno gurana s pozicije na poziciju. No korištene su i rupe načinjene za izvornu drvenu skelu,kao i neke onovremenim rješenjima istovjetne suvremene inačice.

## Stanje fresaka
Istraživanja iz 1979. pokazala su da je cijeli interijer kapele, posebice strop, presvučen slojem nečistoće, uglavnom voska i čađe nastale paljenjem svijeća. Dijelovi iznad prozora (glavni izvor prozračivanja kapele), te lunete onečišćeni su bili i jače nego sam strop kapele, prije svega zbog ulaženja dima i ispušnih plinova iz grada.

### Intervencije
Prije početka radova tim stručnjaka je proveo 6 mjeseci u istraživanju sastava i stanja fresaka. Načinjena je posebna studija kako bi se utvrdilo otapala najpogodnija za rad na pojedinim površinama oslika

### Kritika i pohvale
Već u vrijeme najave radova javile su se i brojne kritički orijentirane primjedbe. Najglasniji među kritičarima bio je povjesničar umjetnosti James Beck, utemeljitelj ArtWatch Internationala, koji je višekratno upozoravao na mogućnost oštećenja slika zbog neprimjereno osmišljenih i provedenih restauratorskih radova. Upozoravao je da su sva prethodna redom neprimjerena restauriranja stropa kapele doprinijela oštećenju slika na određeni način. Bilo kakvi restauratorski radovi, nasuprot konzervatorskih, predstavljaju opasnost za tretirano djelo. Dok konzervacija ima za cilj očuvanje trenutačnog stanja te minimiziranje daljeg propadanja, restauriranje uvijek sa sobom nosi neke etički u pravilu dvojbene ciljeve. Ovoj problematici Beck je posvetio i svoju knjigu Art Restoration, the Culture, the Business and the Scandal.
Nasuprot tome većina je nestručnjaka, uključujući i Papu Ivana Pavla II. bila zadivljena rezultatom radova.
Treba naglasiti da Beck nije bio jedini stručnjak koji je upozoravao na dvojbenu "impresivnost i glorioznost" rezultata.

## Vanjske poveznice
- LIES AND MISDEMEANORS Gianluigi Colalucci’s Sistine Chapel Revisted by Richard Serrin